# Tivadar Spier
Tivadar Emile Spier (Utrecht, 17 november 1916 - Den Haag, 17 juni 2010) was een Nederlandse verzetsstrijder tijdens de Tweede Wereldoorlog en een militair die meedeed aan de politionele acties in het voormalige Nederlands-Indië. In zijn peloton werd hij Vardy genoemd.

## Tweede Wereldoorlog
Als dienstplichtige kwam Spier in 1938 onder de wapenen en werd hij op 26 mei 1940 als vaandrig met groot verlof naar huis gestuurd. Van september 1944 tot begin juli 1945 diende hij bij de Binnenlandse Strijdkrachten, Gewest 14, Zuid-Holland-Zuid, 2de Bataljon, 1ste Compagnie.

## Politionele acties
Na de oorlog ging hij naar Engeland voor verdere opleiding aan een 'Officer Cadet Trading Unit'. Als reserve-tweede-luitenant werd hij ingedeeld bij de 1ste Divisie '7 December'. Met het MS Tegelberg kwam hij in Indië aan. Aan boord was ook het 6de Regiment Veldartillerie (RVA).
Spier was de commandant van de afdeling "Speciale Troepen Groep Spier" die in het tijdvak van Augustus 1947 tot medio 1949 in West-Java toegevoegd was als militair politiële taak aan het 6e RVA van de 7 December Divisie, dat onder bevel stond van luitenant-kolonel Lodewijk Hendrik le Fèvre de Montigny. Spier's afdeling bestond uit geworven Indonesische vrijwilligers en groeide uit tot een peloton van 250 man. Hij voerde met dit peloton talrijke "zuiveringsacties" uit in West-Java. Dit was een onderdeel van het onder leiding van legercommandant generaal Simon Spoor opgestelde operatieplan 'Product' dat beoogde de bezetting van de economisch belangrijke gebieden in het westen en oosten van Java en rond de enclaves in Sumatra te bewerkstelligen en de onafhankelijkheidsstrijders die in groepen guerrilla voerden onschadelijk te maken.
Het Republikeinse leger (TNI) probeerde de Nederlandse opmars te vertragen door het opblazen van bruggen, het opwerpen van wegversperringen, het leggen van hinderlagen en het tot ontploffing brengen van bermbommen. Doel hiervan was om de eigen troepen in veiligheid te kunnen brengen en zo mogelijk de tactiek van de verschroeide aarde te kunnen toepassen. Een rechtstreekse confrontatie met de Nederlandse troepen, die over een veel grotere vuurkracht beschikten, werd zo veel mogelijk vermeden.
Uiteindelijk werd heel West-Java onder controle van het Nederlandse leger gebracht. Gedurende twee jaar was Spier verantwoordelijk voor het doden van de destijds genoemde "Soebangse bendes" en het confisqueren van hun wapens. De vermelding in de tekst van de Militaire Willems-orde meldt dat hij het bendewezen met aanzienlijke verliezen aan doden en wapens [wist te] te bedwingen, waartegenover geringe verliezen aan eigen zijde stonden. Op 24 augustus 1948 bestormde zijn peloton met hemzelf aan het hoofd de top van de berg Goenong Pogor nabij de Kampong Tjisalak waar de "bendeleider" (later onafhankelijkheidsstrijder genoemd) Pa Sawad zijn versterkte hoofdkwartier had. Op 27 januari 1949 sloeg zijn peloton een "terroristenbende", de Vaga Meroh, uiteen waarbij een van de onafhankelijkheidsstrijders, de leider Majoor Rahman om het leven kwam. In februari van dat jaar wist Spier bij Rantjanatjan te voorkomen dat de Indonesiërs de Sailiwangi-divisie infiltreerden.
Spier was een infanterieofficier, die op 29 mei 1954 bevorderd werd tot kapitein der infanterie, later tot majoor. In oktober 1949 was hij terug in Nederland en werd hem de Bronzen Leeuw toegekend. Op 11 maart 1950 keerde hij naar Indië terug als Inspecteur van de Dienst om toe te zien op de terugzending van het materieel. Meer belangstelling had hij voor hoe het toen met zijn mannen ging. Hij constateerde dat volgens afspraak de meesten waren ingedeeld bij de Veldpolitie van Oost-Sumatra en bij verschillende andere diensten, maar dat mannen die weigerden te verhuizen, waren doodgeschoten.

## Korea
Eind mei 1952 vertrok Spier met het Regiment Van Heutsz naar Korea. Hier verwierf hij in de tijdelijke rang van majoor de Bronze Star Medal. In 1953 keerde hij terug in Nederland waar hij in beroepsdienst overging. Hij werd aangesteld bij het Wapen der Infanterie. In april 1974 werd hij in de rang van Luitenant-kolonel eervol uit de militaire dienst ontslagen.
Zijn crematie was op 19 juni 2010, in besloten kring. Een week later, op Veteranendag, werd hij o.a. in de Ridderzaal herdacht. Zijn as werd op 1 december 2020 bijgezet op de Nationale Veteranenbegraafplaats in Loenen.

## Decoraties
Vanwege zijn optreden als commandant in Nederlands-Indië tijdens de Politionele Acties werd Spier op 12 juli 1955 benoemd tot ridder 4e klasse in de Militaire Willems-Orde. De plechtigheid vond plaats in de Frederik Hendrikkazerne te Vught. Spier en Johan Heinrich Christoffel Ulrici ontvingen toen beiden de onderscheiding uit handen van prins Bernhard, waarbij de prins ook de gebruikelijke ridderslag gaf.

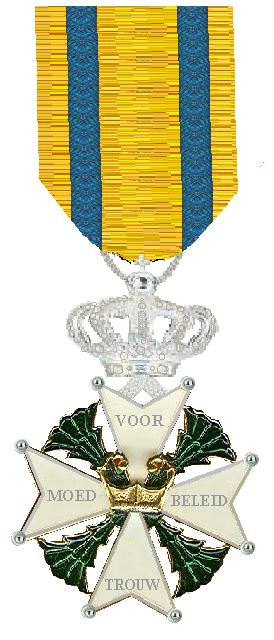
MWO

- Militaire Willems-Orde, Ridder 4e klasse (K.B. 14 mei 1955)
- Bronzen Leeuw (ingetrokken bij opname in register MWO)
- Oorlogsherinneringskruis, met 1 gesp
- Verzetsherdenkingskruis 1940-1945
- Ereteken voor Orde en Vrede, met 4 gespen
- Kruis voor Recht en Vrijheid, met 1 gesp
- Herinneringsmedaille VN-Vredesoperaties
- Officierskruis, met getal XXV
- Herinneringskruis 1940-1945 van het Nederlandse Rode Kruis
- Vierdaagsekruis, met getal 2
- United Nations Korea Medal
- United Nations Truce Supervision Organization Medal
- Bronze Star Medal (Verenigde Staten)
- Korean War Service Medal (Zuid-Korea)